# Rosalía Arteaga Serrano
Rosalía Arteaga Serrano de Fernández de Córdova (Cuenca, 5 dicembre 1956) è una politica ecuadoriana.
È stata presidentessa ad interim dell'Ecuador dal 9 all'11 febbraio 1997.
Continua a ricevere una pensione a vita dal governo ecuadoriano di 48690 $ all'anno.